# Łęczno (województwo łódzkie)
Łęczno – wieś w Polsce położona w województwie łódzkim, w powiecie piotrkowskim, w gminie Sulejów.

## Historia

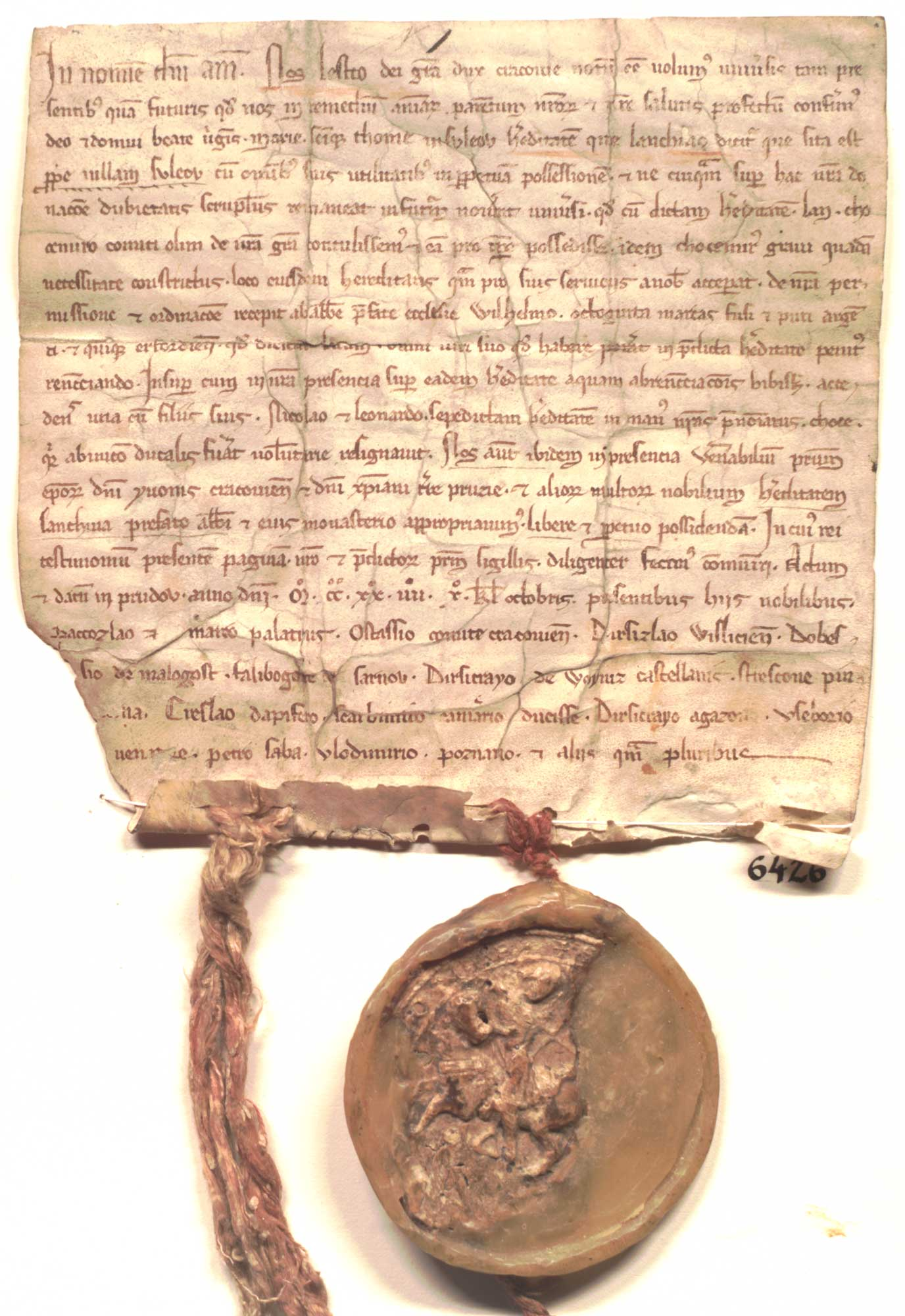
Leszek Biały nadaje w 1224 roku klasztorowi cystersów w Sulejowie wieś Łęczno, którą niegdyś posiadał z jego nadania komes Chociemir

Wieś istnieje co najmniej od XIII wieku. Wymieniana w łacińskich dokumentach jako Lanchino oraz Lanczno. Początkowo była wsią duchowną stanowiącą uposażenie opactwa cystersów w Sulejowie. W końcu XVI wieku położona była w powiecie piotrkowskim województwa sieradzkiego.
W 1827 roku była wsią rządową należącą do dóbr Królestwa Polskiego i miała 45 domów oraz 398 mieszkańców.
Pod koniec XIX wieku miejscowość wymienia Słownik geograficzny Królestwa Polskiego jako leżącą w powiecie piotrkowskim w gminie Łęczno, parafii Sulejów. Była wsią rządową. Dzieliła się na dwie części folwark liczący 11 domów oraz 95 mieszkańców zajmujący w sumie 3730 morg powierzchni w tym 606 ziemi ornej oraz część włościańską złożoną z 77 domostw z 661 mieszkańcami liczący 1626 morgów ziemi. W miejscowości była ulokowana ogólna szkoła początkowa jednoklasowa.
Do 1954 roku istniała gmina Łęczno. W latach 1954–1972 wieś należała i była siedzibą władz gromady Łęczno. W latach 1975–1998 miejscowość administracyjnie należała do województwa piotrkowskiego.
Przez miejscowość przebiega droga wojewódzka nr 742.